# Họ Vẹt mào
Cacatuidae là một họ chim trong bộ Psittaciformes, và là họ duy nhất thuộc liên họ Cacatuoidea với 21 loài. Các loài thuộc họ này chủ yếu phân bố ở Australasia, trải dài từ Philippines và nhóm đảo Wallacea ở phía đông Indonesia đến New Guinea, Quần đảo Solomon và Úc.

## Phân loại học
Cacatuidae ban đầu được nhà tự nhiên học người Anh George Robert Gray xếp là một phân họ Cacatuinae trong họ Psittacidae năm 1840, trong đó Cacatua là chi đầu tiên và là chi đặc trưng của nó. Nhóm này từng được xem là một họ hay phân họ theo nhiều tác giả khác nhau. Nhà điểu học người Mỹ James Lee Peters, trong quyển sách xuất bản năm 1937 của ông Check-list of Birds of the World, Sibley và Monroe năm 1990 đã đề nghị nó là một phân họ, trong khi chuyên gia Vẹt Joseph Forshaw đã phân loại nó là một họ năm 1973. Các nghiên cứu phân tử sau đó chỉ ra rằng các nhánh tổ tiên đầu tiên của vẹt là vẹt New Zealand trong họ Strigopidae, và theo sau là Vẹt mào, hiện đã được xác định là một nhóm rõ ràng hay một nhánh, đã tách ra từ các loài vẹt còn lại, nhóm này sau đó tỏa nhánh về phía nam bán cầu và đa dạng hóa thành nhiều loài trong họ Psittacidea.

Mối quan hệ giữa các chi phần lớn đã được giải quyết, mặc dù vị trí của loài Nymphicus hollandicus ở vị trí thấp nhất của Vẹt mào vẫn chưa rõ ràng. Cockatiel được xếp là nhánh cơ sở so với tất cả các loài vẹt mào khác, là một phân cấp đồng cấp với vẹt mào đen trong chi Calyptorhynchus hoặc cấp phân loài đồng cấp thành một nhánh bao gồm các chi vẹt mào trắng và hồng cũng như palm cockatoo. Các loài còn lại nằm trong hai nhánh, nhánh thứ nhất gồm các loài đen trong Calyptorhynchus còn nhánh thứ 2 gồm các loài còn lại. Các loài còn lại trong nhánh trắng hoặc hơn hồn và tất cả các loài trong chi Cacatua. Các chi Eolophus, Lophochroa và Cacatua là hypomelanistic. Chi Cacatua lại được chia thành các phân chiLicmetis và Cacatua, được xem là các loài vẹt trắng. Điều gây nhầm lẫn rằng, thuật ngữ Vẹt trắng cũng được dùng để chỉ toàn bộ chi, 5 loài trong chi Calyptorhynchus thường được gọi là vẹt đen, và được phân thành 2 phân chi Calyptorhynchus và Zanda. Nhóm trước đây là lưỡng hình giới tính, con mái có bộ lông nổi bật. 2 nhóm này cũng được phân biệt bởi sự khác nhau về tiếng gọi khi có thức ăn ở con chưa trưởng thành.

### Chi và loài
| Phân họ - Tông    | Phân họ - Tông    | Chi             | Phân chi - Loài                                                                                | Phân chi - Loài |
| ----------------- | ----------------- | --------------- | ---------------------------------------------------------------------------------------------- | --- |
| Nymphicinae       | Nymphicinae       | Nymphicus       | - Nymphicus hollandicus (Kerr, 1792)                                                           | - Nymphicus hollandicus (Kerr, 1792) |
| Calyptorhynchinae | Calyptorhynchinae | Calyptorhynchus | - Calyptorhynchus banksii (Latham, 1790) - Calyptorhynchus lathami (Temminck, 1807)            | - Calyptorhynchus banksii (Latham, 1790) - Calyptorhynchus lathami (Temminck, 1807) |
| Calyptorhynchinae | Calyptorhynchinae | Zanda           | - Zanda funerea (Shaw, 1794) - Zanda latirostris (Carnaby, 1948) - Zanda baudinii (Lear, 1832) | - Zanda funerea (Shaw, 1794) - Zanda latirostris (Carnaby, 1948) - Zanda baudinii (Lear, 1832) |
| Cacatuinae        | Microglossini     | Probosciger     | - Probosciger aterrimus (Gmelin, 1788)                                                         | - Probosciger aterrimus (Gmelin, 1788) |
| Cacatuinae        | Cacatuini         | Callocephalon   | - Callocephalon fimbriatum (Grant, 1803)                                                       | - Callocephalon fimbriatum (Grant, 1803) |
| Cacatuinae        | Cacatuini         | Eolophus        | - Eolophus roseicapilla (Vieillot, 1817)                                                       | - Eolophus roseicapilla (Vieillot, 1817) |
| Cacatuinae        | Cacatuini         | Cacatua         | Cacatua                                                                                        | - Cacatua sulphurea (Gmelin, 1788) - Cacatua citrinocristata (Fraser, 1844) - Cacatua galerita (Latham, 1790) - Cacatua ophthalmica (Sclater, 1864) - Cacatua alba (Müller, 1776) - Cacatua moluccensis (Gmelin, 1788)                |
| Cacatuinae        | Cacatuini         | Cacatua         | Licmetis                                                                                       | - Cacatua tenuirostris (Kuhl, 1820) - Cacatua pastinator (Gould, 1841) - Cacatua sanguinea (Gould, 1843) - Cacatua goffiniana (Roselaar & Michels, 2004) - Cacatua ducorpsii (Pucheran, 1853) - Cacatua haematuropygia (Müller, 1776) |
| Cacatuinae        | Cacatuini         | Cacatua         | Lophochroa                                                                                     | - Cacatua leadbeateri (Vigors, 1831) |